# Алжиро-марокканский пограничный конфликт
Алжи́ро-марокка́нский пограни́чный конфли́кт, также известный как Песчаная война (араб. حرب الرمال, харб ар-рималь) — военный конфликт, произошедший между Марокко и Алжиром осенью 1963 года.

## Предпосылки конфликта
В колониальную эпоху и Алжир, и Марокко принадлежали Франции. Французские власти несколько раз перекраивали границу между этими колониями. После получения независимости в 1956 году Марокко предъявило территориальные претензии к Алжиру на 200 километров. Наиболее острая ситуация сложилась в районе провинции Тиндуф на западе Алжира, так как там располагалось крупное месторождение железной руды.

## Хронология конфликта
Осенью 1963 года обстановка на границе резко обострилась, начались полномасштабные боевые действия. 14 октября 1963 года войска Марокко начали наступление в районе Коломб-Бешара и углубились в Алжир на 100 километров. В район конфликта был направлен на стороне алжирцев кубинский военный контингент во главе с соратником Кастро Эфихенио Амейхейросом в составе танковой группы, нескольких артиллерийских расчетов и около тысячи солдат.
11-18 февраля 1964 года была созвана чрезвычайная сессия Совета министров Организации африканского единства. Было принято решение об отводе войск на исходные позиции. Граница между Марокко и Алжиром осталась прежней.
15 июня 1972 года в Рабате были подписаны соглашения между Марокко и Алжиром. Это соглашение предусматривало сотрудничество между двумя странами и совместное освоение запасов железной руды в районе Коломб-Бешара и Тиндуфа, из-за которых произошёл конфликт.
17 мая 1973 года Алжир ратифицировал подписанное соглашение, Марокко ратифицировало это соглашение в мае 1989 года.